# الإنترنت في الصين

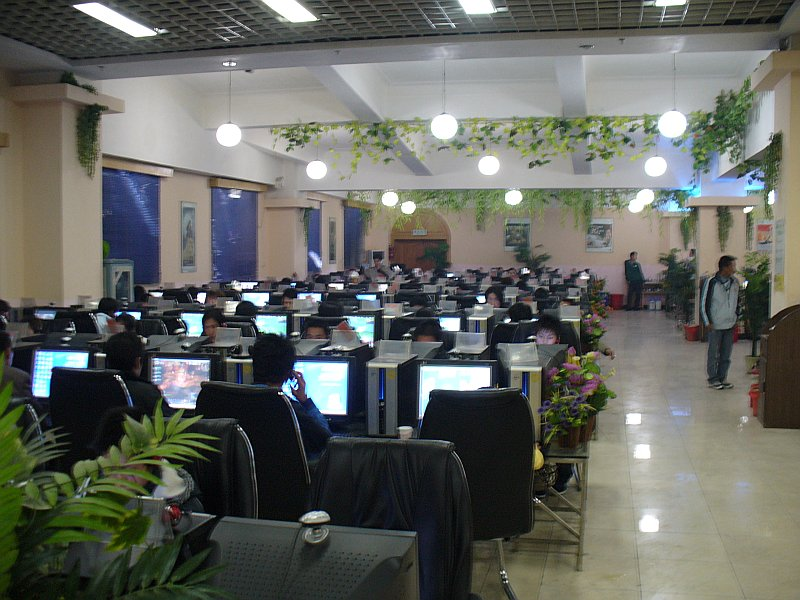
مقهى إنترنت في مدينة ليجيانج

نشأ أول اتصال في الصين مع الإنترنت في 20 سبتمبر 1987 بين أي سي ايه بكين وجامعة كارلسروه في ألمانيا، تحت قيادة الأستاذ ڤرنر زرون والأستاذ وانگ يونفنگ. أعقب ذلك نموا هائلا للإنترنت في الصين، حتى أصبحت تستضيف أكبر قاعدة لمستخدمي الإنترنت في العالم. في القرن الماضي، ظهر الإنترنت في الصين كظاهرة ثقافية جديدة كما هو الحال في الغرب.

## تنمية
| تاريخ التقرير | مستخدمي الإنترنت | الحواسب المتصلة | نظاقات .cn | مستخدمو النطاق العريض | عن طريق الهاتف | عن طريق الاسلكي | حجم تدفق البيانات | معدل انتشار الإنترنت |
| ------------- | ---------------- | --------------- | ---------- | --------------------- | -------------- | --------------- | ----------------- | -------------------- |
| 2008.07.31    | 253 M            | 84.7 M          | 11,900,144 | 214 M                 | N/A            | 73.05 M         | 493,729 Mbit/s    | 19.1%                |
| 2007.12.31    | 210 M            | 78 M            | 9,002,000  | 163.4 M               | 23.4 M         | 58.8 M          | 368,927 Mbit/s    | 16%                  |
| 2007.06.30    | 162 M            | 67.1 M          | 6,149,851  | 122.4 M               | 31.6 M         | 55.6 M          | 312,346 Mbit/s    | 12.3%                |
| 2006.12.31    | 137 M            | 59.4 M          | 1,803,393  | 90.7 M                | 39.0 M         |                 | 256,696 Mbit/s    | 10.5%                |
| 2006.06.30    | 123 M            | 54.5 M          | 1,190,617  | 77 M                  | 47.5 M         |                 | 214,175 م/s       | 9.4%                 |
| 2006.01.17    | 111 M            | 49.5 M          | 1,096,924  | 64.3 M                | 51 M           |                 |                   | 8.5%                 |
| 2005.07.21    | 103 M            | 45.6 M          | 622,534    | 53 M                  | 49.5 M         |                 |                   | 7.9%                 |
| 2005.01.19    | 94 M             | 41.6 M          | 432,077    | 42.8 M                | 52.4 M         |                 |                   | 7.3%                 |
| 2004.07.20    | 87 M             | 36.3 M          | 380,000    | 31.1 M                | 51.5 M         |                 |                   | 6.7%                 |
| 2004.01.15    | 79.5 M           | 30.89 M         | 340,000    | 17.4 M                | 49.16 M        |                 |                   | 6.2%                 |
| 2003.07.21    | 68 M             | 25.72 M         | 250,000    | 9.8 M                 | 50.1 M         |                 |                   | 5.3%                 |
| 2003.01.16    | 59.1 M           | 20.83 M         | 179,000    | 6.6 M                 | 40.8 M         |                 |                   | 4.6%                 |
| 2002.07.22    | 45.8 M           | 16.13 M         | 126,000    | 2 M                   | 26.82 M        |                 |                   | 3.6%                 |
| 2002.01.15    | 33.7 M           | 12.54 M         | 127,000    | N/A                   | 21.33 M        |                 |                   |                      |
| 2001.07.17    | 26.5 M           | 10.02 M         | 128,000    | N/A                   | 17.93 M        |                 |                   |                      |
| 2001.01.17    | 22.5 M           | 8.92 M          | 122,000    | N/A                   | 15.43 M        |                 |                   |                      |
| 2000.07.27    | 16.9 M           | 6.5 M           | 990,000    | N/A                   | 11.76 M        |                 |                   |                      |
| 2000.01.18    | 8.9 M            | 3.5 M           | 48,000     | N/A                   | 6.66 M         |                 |                   |                      |
| 1999.12.05    | 4 M              | 1.46 M          | 29,000     | N/A                   | 2.56 M         |                 |                   |                      |
| 1998.06.30    | 1.175 M          | 542,000         | 9,415      | N/A                   | 460,000        |                 |                   |                      |
| 1997.10.31    | 630,000          | 299,000         | 4,066      | N/A                   | 250,000        |                 |                   |                      |

## المحتوى
يقوم معظم مستخدمي الإنترنت بقراءة الأخبار، البحث عن معلومة، ومراجعة البريد الإلكتروني. ويقومون أيضا بالذهاب إلى BBS أو منتديات الإنترنت، البحث عن الموسيقى أو الفيديو، أو تنزيل ملفات.

### محركات البحث
| الصين              | نسبة البحث (%) |
| ------------------ | -------------- |
| بايدو              | 54.6           |
| جوجل               | 17.7           |
| علي بابا           | 8.7            |
| ياهو               | 7.9            |
| سوهو               | 7.9            |
| تينسنت             | 2.8            |
| SINA               | 0.7            |
| ZHONGSOU.com       | 0.6            |
| ميكروسوفت ام اس ان | 0.3            |
| 372.com            | 0.2            |

### الرقابة
يولي الغرب عناية كبيرة حول العلاقة بين الإنترنت وسلطوية الحزب الشيوعي الصيني.
عام 1993 قدم الوزير ژو رونگ‌جي لمجلس الدولة مشروع الدرع الذهبي، أحد المشاريع الذهبية. كنظام مراقبة واسع النطاق، ونظام تحكم في المحتوى، تم البدء بالمشروع في نوفمبر 2000، وأصبح يعرف باسم جدار الصين الناري العظيم. ومع ذلك، يمكن الالتفاف حول حجب العديد من المواقع وهو عموماً غير فعال في منع سريان المعلومات لأولي العزم. إن فاعلية هذا المشروع هي الحد من دخول الغالبية العظمى من المستخدمين غير محنكين الذين ليس لديهم المثابرة للحصول على المعلومات. ويجادل البعض بأن الدرع الذهبي أكثر فعالية في إعطاء الشعور بالرهبة أكثر من الحجب الفعلي للمحتوى.
أتاحت الإنترنت وسائل مثيرة لنشر الأخبار. وعلى العكس من بعض المخاوف في البداية من أن سيولة المحتوى الإنترنت سيجعل من السهل تزوير التاريخ وتقوية قبضة الحكومة، فإن العكس ثبتت صحته. أحد الأساليب الشائعة لنشر مواضيع حساسة هو بوضع المقالة في موقع جريدة، ثم الرضوخ لأمر الحكومة برفع المقال من موقع الجريدة. وحتى يتم رفع المقال من الموقع، يتم الناس من قراءته وبذلك ينتفي الغرض من أمر الرقابة بالرفع.
إلا أنه خوفاً من الإغلاق، يقوم مزودو خدمات الإنترنت أحياناً باستئجار مدراء يـُطلق عليهم الأم الكبيرة لمراقبة المحتوى الآتي من المستخدمين. وبالرغم من ذلك، فإن بعض المواقع المدعومة رسمياً مثل منتدى البلد القوي الذي تستضيفه صحيفة الشعب اليومية هو أقل تقييداً للحرية من آخرين في مناقشة المواضيع الحساسة.
وتـُعد جمهورية الصين الشعبية الأكبر، بمراحل، بين البلدان التي تمارس رقابة على الإنترنت—ويعتبـَر جهاز قمع الإنترنت أكثر اتساعاً وتقدماً عن أي بلد آخر في العالم. وقد خصصت مجلة فوربس مقالة بعنوان “Cracks In the Wall (27 فبراير 2006):
“والرقابة صناعة قائمة بذاتها في الصين. فحتى القرى فيها مخبرين لمراقبة الجيران؛ فالبريد وحوائط الملصقات هم تحت رقابة لصيقة، يقول مهاجر صيني. ويقول المعارضون أن الصين فيها 40,000 شرطي إنترنت فقط في بيجينگ، لمراقبة متصفحي الشبكة العنكبوتية ويضعون قوائم من الكلمات المحظورة التي تسبب البحث المتضمن لإحداها لتجميد جهاز الحاسب أو تحجب تلقائياً الموقع المحتوي على أحد تلك الكلمات.”
في الحقيقة، فإن النظام لا يقوم فقط بحجب محتوي الموقع ولكنه يراقب أيضا مستخدمي الإنترنت وفيما يستخدمونه. فقد أفادت منظمة العفو الدولية أنه يوجد في الصين: أكبر عدد من الصحفين المسجونين والمنشقين الذين يستخدمون الإنترنت في العالم" "الجرائم" المتهمون بها تضم التواصل مع مجموعات في الخارج، معارضة اضطهاد الفالون گونگ، توقيع عرائض اونلاين، والدعوة إلى الإصلاح ولإنهاء الفساد.

## موسوعات على الوب
- هودنگ، 3 ملايين مقالة
- بياكي، 1.5 مليون مقالة
- ويكيبيديا الصينية, أكثر من مليون مقالة.
- نيتزن